# Keira Keogh

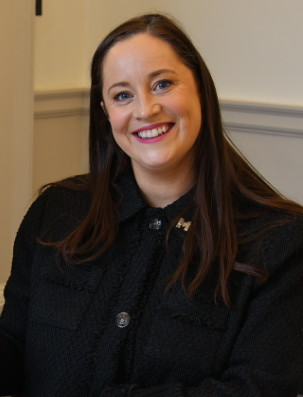
Keira Keogh (2024)

Keira Keogh (* 14. November 1985 in Westport, County Mayo, Irland) ist eine irische Politikerin der Fine Gael (FG).

## Leben
Keira Keoghs Familie betreibt das Restaurant The Helm in Westport.
Sie studierte Psychologie an der University of Galway und arbeitete nach einer postgraduierten Ausbildung am Trinity College Dublin als Verhaltenstherapeutin mit Kindern. 
2019 war sie die Präsidentin der irischen Sektion der Junior Chamber International.
2024 versuchte sie ohne Erfolg, in den Mayo County Council gewählt zu werden. Bei den Wahlen zum Dáil Éireann 2024 gelang es ihr aber auf Anhieb, für den Wahlkreis Mayo, einen Sitz zu erringen.